# Czysta inflacja
Czysta inflacja – wzrost cen wszystkich dóbr i czynników produkcji w jednakowym tempie. Przypadek czystej inflacji nie jest tylko możliwością teoretyczną, lecz ma także znaczenie praktyczne (np. w analizie finansowej i ocenie przedsięwzięć inwestycyjnych).